# Hartstrahlenflundern
Die Hartstrahlenflundern (Psettodes) sind eine Gattung der Plattfische (Pleuronectiformes). Sie gelten als die primitivsten Plattfische, stehen isoliert als Familie Psettodidae, und sind die Schwestergruppe aller übrigen Plattfische. Diese Raubfische schwimmen noch häufig in aufrechter Position.

## Merkmale
Die Hartstrahlenflundern fallen durch ihr großes, stark bezahntes Maul auf. Auch die Zunge ist mit kleinen Zähnen besetzt. Die Augen sind gleich oft ("razemisch") auf der linken oder der rechten Körperseite. Das von der Blindseite auf die "Oberseite" gewanderte Auge ("Wanderauge") befindet sich noch nah an der Kante des Rückens zwischen "Ober"- = Zenital- und "Unter"- = Nadiralseite. Das Palatinum ist bezahnt. Die Fische haben noch Hartstrahlen. Die Rückenflosse beginnt hinter den Augen. Die Bauchflossen sind noch fast symmetrisch und werden durch einen Hartstrahl und vier Weichstrahlen gestützt. Die Schwanzflosse hat 15 Flossenstrahlen. Die Schuppen sind rund. Auf beiden Seiten des Körpers befindet sich ein Seitenlinienorgan. Die Fische werden 55 bis 80 Zentimeter lang.

## Arten
- Psettodes belcheri, Bennett, 1831, östlicher Atlantik, Küste Westafrikas
- Psettodes bennettii, Steindachner, 1870, östlicher Atlantik, Küste Westafrikas
- Psettodes erumei, (Bloch & Schneider, 1801), Rotes Meer, westlicher Indopazifik